# Nodicia de Kesos
Die Nodicia de Kesos (auch Documento de Kesos, „Käsebotschaft“, neuleonesisch documentu de queisos, neukastilisch documento de quesos) ist das älteste bekannte spanische Schriftstück, das nicht auf Lateinisch, sondern in einem iberoromanischen Dialekt verfasst wurde. Es stammt aus der zweiten Hälfte des 10. Jahrhunderts und wird teilweise genauer auf die Jahre zwischen 974 und 980 datiert.
No di cia de

kesos que 

espisit f(rate)r

se meno Inlab[ore]

def(rat)r(e)s Inilo ba

cela re

decir ke scelus

te kesos.U.Inilo

alio de apa te

Il kesos en que

pu seron ogano

kesos: IIII Inilo...
„Notiz über

Käse, die 

ausgeteilt hat Bruder 

Semeno: für die Arbeit 

der Brüder In dem

Weinberg

um San Justo

herum: 5 Käse. In dem 

anderen des Abtes:

2 Käse. In dem, den

sie dieses Jahr anlegten:

4 Käse. In dem ...“
Der Text ist eine Inventarliste der Käselaibe, die von einem Mönch im Monasterio de los santos Justo y Pastor in Rozuela bei León verfasst wurde. Stilistisch ist die verwendete Sprache weit entfernt vom juristischen Latein, das für die meisten Schriftstücke jener Zeit verwendet wurde, es wiederholen sich viele Wortgruppen und die Nodicia wirkt sehr spontan und frei aufgeschrieben.
Das Dokument wurde auf der Rückseite eines anderen Dokuments geschrieben, einer Schenkungsurkunde aus dem Jahr 956, die ihre Bedeutung verloren hatte. Während die Sprache der Schenkungsurkunde das reguläre Latein ist, wurde die Nodicia im damals üblichen Vulgärlatein verfasst. Sie ist damit die älteste bekannte schriftliche Anwendung des Vulgärlatein der Iberischen Halbinsel, aus dem sich in diesem Bereich das Leonesische entwickelte.
Das Dokument gilt als Abbild der damals verwendeten Sprache, wie sie auch gesprochen wurde. Alle anderen Quellen aus jener Zeit geben die verwendete Literatursprache wieder, das Lateinische. Die Sprache des Dokuments entspricht dem damaligen sich entwickelnden Dialekt im Königreich León und darf somit weder dem heutigen Kastilisch noch dem Asturischen zugeschrieben werden.
Das Original ist im Archiv der Kathedrale von León als Manuscrito 852v aufbewahrt.

## Weblink
- Abbildung der Nodicia de kesos. Abgerufen am 5. Januar 2015.